# Dinamica delle calotte glaciali

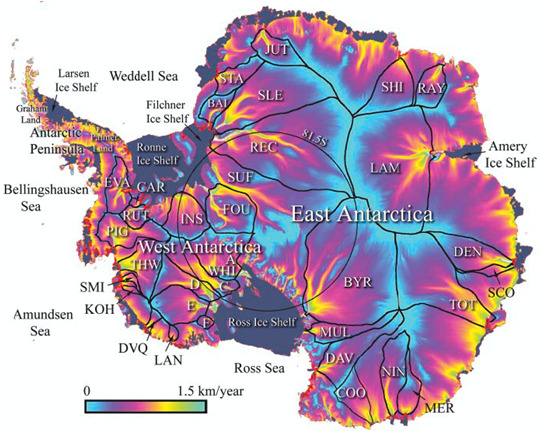
Velocità dei flussi glaciali nella calotta glaciale antartica.

La dinamica delle calotte glaciali descrive il moto all'interno delle grandi masse di ghiaccio, come quelle che si trovano attualmente in Groenlandia e in Antartide. Il moto dei ghiacci è dominato dal movimento dei ghiacciai, la cui attività, guidata dalla gravità, è controllata da due fattori variabili principali: la temperatura e la forza delle loro basi. Numerosi processi alterano questi due fattori, dando luogo a impennate cicliche di attività inframmezzate da periodi più lunghi di inattività, su scale temporali sia orarie che centenarie.

## Dinamica dei flussi

Il rapporto sforzo-deformazione del flusso plastico (sezione verde-blu): un piccolo aumento dello sforzo (stress) crea un aumento esponenzialmente maggiore della deformazione (strain), che equivale alla velocità di deformazione.

La causa principale del flusso all'interno dei ghiacciai può essere attribuita a un aumento della pendenza superficiale, determinato da uno squilibrio tra le quantità dell'accumulo rispetto all'ablazione. Questo squilibrio aumenta lo sforzo di taglio (shear stress) su un ghiacciaio finché questo comincia a scorrere. La velocità di flusso e la deformazione aumenteranno via via che ci si avvicina alla linea di equilibrio tra questi due processi, ma esse sono influenzate anche dalla pendenza del ghiaccio, dal suo spessore e dalla temperatura.
Quando la quantità della deformazione è proporzionale allo sforzo applicato, il ghiaccio si comporterà come un solido elastico. Il ghiaccio non fluirà finché non avrà raggiunto uno spessore di 30 metri (98 ft), ma dopo 50 metri (164 ft), piccole quantità di sforzo possono dare luogo a una grande quantità di deformazione, facendo diventare la deformazione un flusso plastico piuttosto che elastico. A questo punto il ghiacciaio comincerà a deformarsi sotto il proprio peso e a fluire lungo il paesaggio. Secondo la legge dei flussi di Glen–Nye, il rapporto tra sforzo e deformazione, e quindi la velocità del flusso interno, può essere modellato come segue:
{\displaystyle \Sigma =k\tau ^{n},\,}
dove:
{\displaystyle \Sigma \,} = velocità della deformazione di taglio (flusso)
{\displaystyle \tau \,} = sforzo
{\displaystyle n\,} = una costante fra 2 e 4 (tipicamente 3 per la maggior parte dei ghiacciai) che aumenta a temperatura inferiore
{\displaystyle k\,} = una costante dipendente dalla temperatura
Le velocità più basse sono vicino alla base del ghiacciaio e lungo i fianchi della valle dove la frizione agisce contro il flusso, causando la maggior parte della deformazione. La velocità aumenta verso l'interno in direzione della linea centrale e verso l'alto, a mano a mano che la quantità della deformazione diminuisce. Le maggiori velocità di flusso si trovano sulla superficie, rappresentando la somma delle velocità di tutti gli strati sottostanti.
I ghiacciai possono anche muoversi per slittamento basale, dove la base del ghiacciaio è lubrificata dall'acqua di fusione, permettendo al ghiacciaio di slittare lungo il terreno sul quale poggia. L'acqua di fusione può essere prodotta dalla fusione indotta dalla pressione, dalla frizione o dal calore geotermico. Più è variabile la quantità di fusione sulla superficie di un ghiacciaio, più velocemente fluirà il ghiaccio.
I 50 metri superiori del ghiacciaio formano la zona di frattura, dove il ghiaccio si muove come un'unica unità. Quando il ghiacciaio si muove su terreno irregolare si formano fenditure, che possono penetrare l'intera profondità della zona di frattura.

## Processi sul fondo glaciale

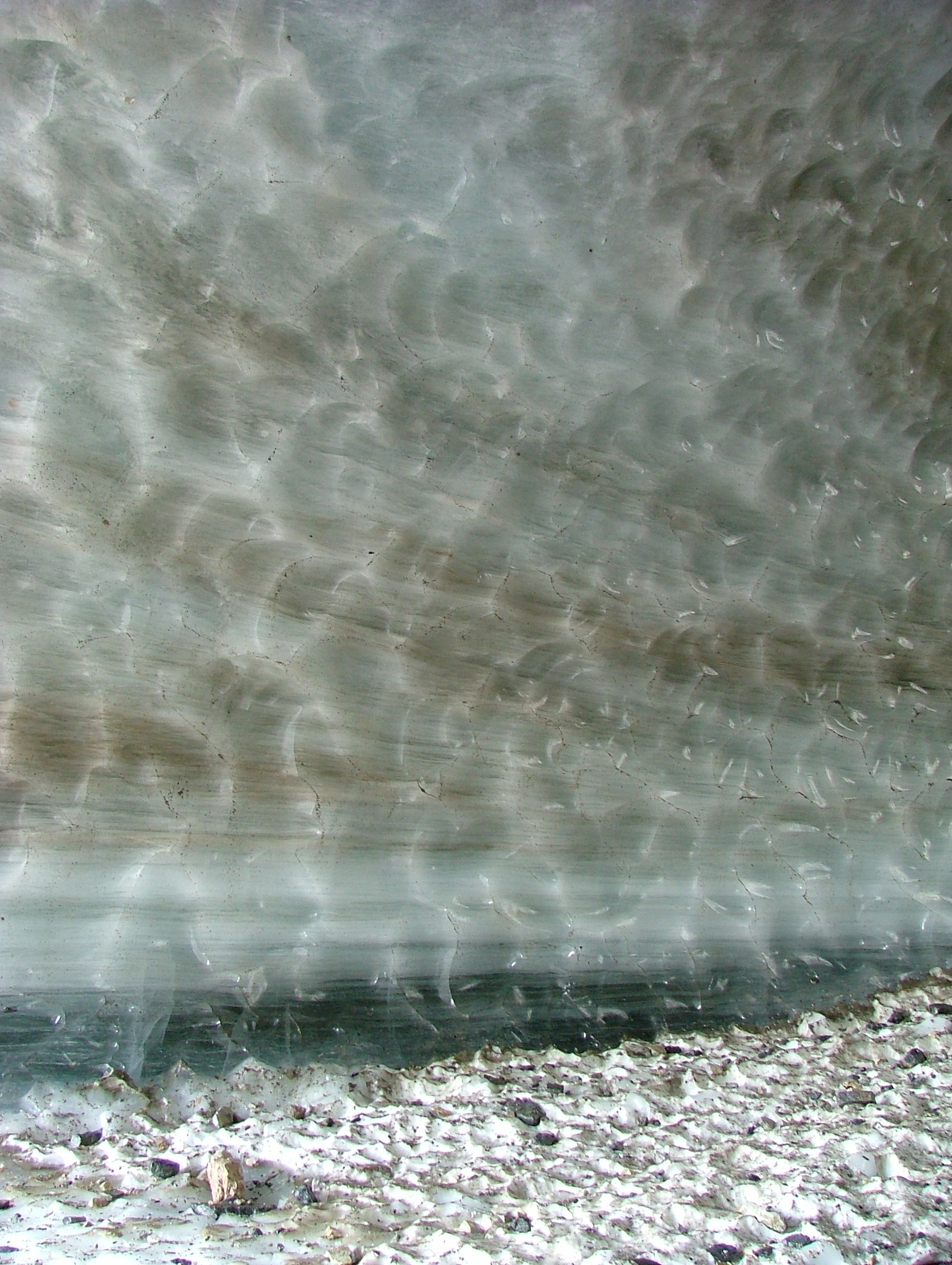
Sezione trasversale di un ghiacciaio. La base del ghiacciaio è più trasparente in conseguenza della fusione.

La maggior parte degli importanti processi che controllano il moto glaciale avvengono nel contatto ghiaccio-letto, anche se è spesso solo pochi metri. I ghiacciai si muoveranno slittando quando lo sforzo di taglio basale diminuirà per effetto del peso del ghiacciaio.
τD = ρgh sin α
dove τD è lo sforzo propulsivo, e α la pendenza della superficie di ghiaccio in radianti.
τB è lo sforzo di taglio basale, una funzione della temperatura e della morbidezza del letto glaciale.
τF, lo sforzo di taglio è il più basso tra τB e τD.  Esso controlla la velocità del flusso plastico, come dalla figura (riquadro, a destra).
Per un dato ghiacciaio, le due variabili sono τD, che varia con h, la profondità del ghiacciaio, e τB, lo sforzo di taglio basale.

### Sforzo di taglio basale
Lo sforzo di taglio basale è funzione di tre fattori: la temperatura, la scabrezza e la morbidezza del letto.
Se un letto è duro o morbido dipende dalla porosità e dalla pressione dei pori; la maggiore porosità diminuisce la forza dei sedimenti (e quindi aumenta lo sforzo di taglio τB). Se la forza dei sedimenti scende molto al di sotto di τD, il movimento del ghiacciaio sarà compensato dal moto dei sedimenti, in opposizione allo slittamento.
La porosità può variare attraverso una gamma di metodi.
- Il movimento del ghiacciaio sovrastante può far sì che il letto subisca dilatanza; il cambiamento di forma risultante riorganizza i blocchi. Precisamente, esso riorganizza dei blocchi fortemente ammassati (un po' come dei vestiti piegati ordinatamente e stipati strettamente in una valigia) in un miscuglio ingarbugliato (proprio come i vestiti non rivanno mai a posto quando sono buttati dentro in modo disordinato). Questo aumenta la porosità. A meno che non si aggiunga acqua, ciò ridurrà necessariamente la pressione dei pori (perché i fluidi nei pori hanno più spazio da occupare).[4]
- La pressione può causare il compattamento e il consolidamento dei sedimenti sottostanti.[4] Poiché l'acqua è relativamente incomprimibile, questo è più facile quando lo spazio dei pori è riempito di vapore; un po' di acqua deve essere eliminata per permettere la compressione. Nei suoli, questo è un processo irreversibile.[4]
- La degradazione dei sedimenti per abrasione e frattura diminuisce la dimensione delle particelle, il che tende a ridurre lo spazio dei pori, sebbene il moto delle particelle possa alterare il sedimento, con l'effetto opposto.[4] Questi processi generano anche calore, la cui importanza sarà discussa successivamente.

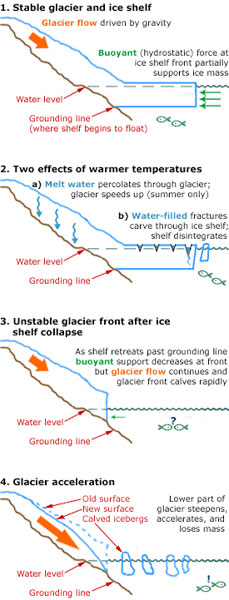
I fattori che controllano il flusso del ghiaccio.

Un letto morbido, con alta porosità e bassa pressione dei fluidi ai pori, permette al ghiacciaio di muoversi per slittamento dei sedimenti: la base del ghiacciaio può rimanere perfino congelata nel letto, dove il sedimento sottostante scivola sotto di esso come un tubetto di dentifricio. Un letto duro non può deformarsi in questo modo; perciò l'unico modo perché i ghiacciai con la base dura si muovano è per slittamento basale, dove si forma acqua di fusione tra il ghiaccio e il letto stesso.
La morbidezza del letto può variare nello spazio o nel tempo, e cambia drammaticamente da ghiacciaio a ghiacciaio. Un fattore importante è la geologia sottostante; le velocità glaciali tendono a differire più quando cambiano il substrato roccioso che quando cambia il gradiente.
Oltre ad influenzare lo sforzo dei sedimenti, la pressione dei fluidi (pw) può influenzare la frizione tra il ghiacciaio e il letto. L'alta pressione dei fluidi fornisce una forza di galleggiamento verso l'alto sul ghiacciaio, riducendo la frizione alla sua base. La pressione dei fluidi è paragonata alla pressione della copertura glaciale, pi, data da ρgh. Con fiumi di ghiaccio che fluiscono velocemente, queste due pressioni saranno approssimativamente uguali, con una pressione effettiva (pi – pw) di 30 kPa; cioè tutto il peso del ghiaccio è sostenuto dall'acqua sottostante, e il ghiacciaio è alla deriva.
Numerosi fattori possono influenzare la temperatura del letto, che è intimamente associata all'acqua di fusione basale. Il punto di fusione dell'acqua diminuisce sotto pressione, significando che l'acqua fonde a una temperatura inferiore sotto ghiacciai più spessi. Questo agisce come un "doppio colpo", perché i ghiacciai più spessi hanno una conduttanza al calore inferiore, il che significa che è anche probabile che la temperatura basale sia superiore.
La temperatura del letto tende a variare in modo ciclico. Un letto freddo ha una forza elevata, che riduce la velocità del ghiacciaio. Questo aumenta la velocità di accumulo, dal momento che la neve appena caduta non è trasportata via. Conseguentemente, il ghiacciaio s'ispessisce, con tre conseguenze: in primo luogo, il letto è meglio isolato, permettendo una maggiore conservazione del calore geotermico. In secondo luogo, l'accresciuta pressione può facilitare la fusione. Più importante, τD è aumentato. Questi fattori si combineranno per accelerare il ghiacciaio. Poiché la frizione aumenta con il quadrato della velocità, il moto più veloce aumenterà grandemente il calore frizionale, con la conseguente fusione - che causa una retroazione positiva, aumentando la velocità del ghiaccio a un ritmo di flusso ancora maggiore: si sa che i ghiacciai antartici raggiungono velocità fino a un chilometro all'anno. Alla fine, il ghiaccio si starà sollevando abbastanza velocemente da assottigliarsi, poiché l'accumulo non riesce a tenersi al passo con il trasporto. Questo assottigliamento aumenterà la perdita conduttiva di calore, rallentando il ghiacciaio e causando il congelamento. Questo congelamento rallenterà ulteriormente il ghiacciaio, spesso finché non sarà stazionario, momento dal quale il ciclo può incominciare di nuovo.
I laghi supraglaciali rappresentano un'altra possibile riserva di acqua liquida alla base dei ghiacciai, così possono giocare un ruolo importante nell'accelerare il moto glaciale. I laghi di diametro maggiore di ~300 m sono in grado di creare un crepaccio riempito di fluidi nell'interfaccia ghiacciaio/letto. Quando questi crepacci si formano, la totalità del contenuto (relativamente caldo) del lago può raggiungere la base del ghiacciaio in appena 2–18 ore – lubrificando il letto e facendo sollevare il ghiacciaio. L'acqua che raggiunge il letto di un ghiacciaio là può congelare, aumentando lo spessore del ghiacciaio spingendolo in alto dal basso.
Infine, la scabrezza del letto può agire per rallentare il moto glaciale. La scabrezza del letto è una misura di quanti massi e ostacoli sporgono nel ghiaccio sovrastante. I flussi di ghiaccio intorno a questi ostacoli fondono sotto l'alta pressione sui loro fianchi sottovento; l'acqua di fusione che risulta è poi spinta giù per un ripido gradiente di pressione nella cavità che sorge nel loro stoss, dove essa si ricongela. La cavitazione sul lato dello stoss aumenta questo gradiente di pressione, che assiste il flusso.

## Effetti erosivi

L'erosione differenziale aumenta il rilievo, come si vede chiaramente in questo fiordo norvegese con i fianchi incredibilmente ripidi.

Poiché il ghiaccio può fluire più velocemente dove è più spesso, la velocità dell'erosione indotta dal ghiacciaio è direttamente proporzionale allo spessore del ghiaccio soprastante. Conseguentemente le basse depressioni pre-glaciali saranno rese più profonde e la topografia preesistente sarà amplificata dall'azione glaciale, mentre i nunatak, che sporgono sopra le calotte glaciali, non verranno erosi quasi per nulla – l'erosione è stata stimata in 5 m per 1,2 milioni di anni. Questo spiega, ad esempio, il profilo profondo dei fiordi, che possono raggiungere un chilometro di profondità quando il ghiaccio è rivolto topograficamente al loro interno. Essendo i principali condotti per il drenaggio delle calotte glaciali, l'estensione dei fiordi nell'entroterra aumenta la velocità di assottigliamento delle calotte glaciali. Rende anche le calotte glaciali più sensibili ai cambiamenti del clima e dell'oceano.

## Flusso tubolare e laminare
Il flusso di acqua sotto la superficie glaciale può avere un grande effetto sul moto dello stesso ghiacciaio. i laghi subglaciali contengono significative quantità di acqua, che possono muoversi velocemente: chilometri cubici possono essere trasportati tra i laghi nel corso di un paio d'anni.
Si pensa che questo moto avvenga con due modalità principali: il flusso tubolare implica acqua liquida che si muove attraverso condotti simili a tubi, come un fiume subglaciale; il flusso laminare implica il moto dell'acqua in uno strato sottile. Uno scambio tra le due condizioni di flusso può essere associato a un comportamento basato su sollevamenti. In effetti, la perdita della riserva di acqua subglaciale è stata collegata all'interruzione del movimento del ghiaccio nel Fiume glaciale di Kamb. Il moto subglaciale dell'acqua è espresso nella topografia superficiale delle calotte glaciali, che sprofondano in laghi subglaciali vuoti.

## Condizioni al contorno
L'interfaccia tra un fiume di ghiaccio e l'oceano è un controllo significativo della velocità del flusso.

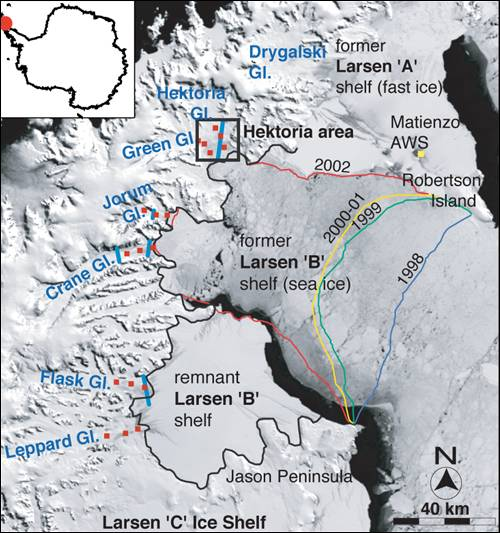
Il crollo della piattaforma di ghiaccio Larsen B ebbe profondi effetti sulle velocità dei ghiacciai che l'alimentavano.

Le piattaforme di ghiaccio – spessi strati di ghiaccio galleggianti sul mare – possono stabilizzare i ghiacciai che li alimentano. Questi ultimi tendono ad avere l'accumulo sulle loro cime, possono sperimentare la fusione sulle loro basi e lasciano cadere iceberg alla loro periferia. Il catastrofico crollo della piattaforma di ghiaccio Larsen B nello spazio di tre settimane durante il febbraio 2002 produsse alcune osservazioni inaspettate. I ghiacciai che avevano alimentato la calotta glaciale (Crane, Jorum, Green, Hektoria – vedi immagine) aumentarono sostanzialmente in velocità. Questo non poteva essere dovuto alla variabilità stagionale, poiché i ghiacciai che fluiscono nei resti della piattaforma di ghiaccio (Flask, Leppard) non accelerarono.
Le piattaforme di ghiaccio esercitano un ruolo dominante di controllo in Antartide, ma sono meno importanti che in Groenlandia, dove la calotta di ghiaccio incontra il mare nei fiordi. Qui, la fusione è il processo dominante di rimozione del ghiaccio, dando luogo alla perdita di massa predominante che avviene verso i bordi della calotta glaciale, dove gli iceberg sono lasciati cadere nei fiordi e l'acqua di fusione superficiale corre nell'oceano.
Anche gli effetti mareali sono importanti; l'influenza di un'oscillazione mareale di 1 m può essere avvertita fino a 100 km dal mare. Da un'ora all'altra, i sollevamenti del moto glaciale possono essere modulati dall'attività mareale. Durante le più grandi maree di primavera, un fiume di ghiaccio rimarrà quasi stazionario per ore ogni volta, prima di un sollevamento di circa 30 centimetri in meno di un'ora, subito dopo il picco dell'alta marea; si imporrà poi un periodo stazionario fino ad un altro sollevamento verso la metà o la fine della marea calante. Ai minimi di marea, questa interazione è meno pronunciata, senza le maree i sollevamenti avvengono di solito in maniera più casuale, approssimativamente ogni 12 ore.
Anche le piattaforme di ghiacciaio sono sensibili alla fusione basale. Nell'Antartide, questa è guidata dal calore trasmesso alla piattaforma dalla corrente delle acque profonde circumpolari, che è 3 °C sopra il punto di fusione del ghiaccio.
Oltre al calore, il mare può scambiare il sale con gli oceani. Anche l'effetto del calore latente, risultante dalla fusione del ghiaccio o dal congelamento dell'acqua di mare, ha un ruolo da giocare. Gli effetti di questi fattori, e la variabilità delle precipitazioni nevose e del livello basale del mare combinati, sono responsabili di circa 80 mm a−1 di variabilità nello spessore delle piattaforme di ghiaccio.

## Cambiamenti a lungo termine
Su scale temporali lunghe, il bilancio di massa delle calotte glaciali è governato dalla quantità di luce solare che raggiunge la terra. Questa variazione della luce solare che raggiunge la terra, o insolazione, su tempi geologici è a sua volta determinata dall'angolo tra la terra e il sole e dalla forma dell'orbita terrestre, com'è attratta dai pianeti vicini; queste variazioni avvengono secondo modelli prevedibili chiamati cicli di Milanković. I cicli di Milanković dominano il clima sulla scala temporale glaciale–interglaciale, ma esistono variazioni nell'estensione delle calotte glaciali, che non sono collegate direttamente all'insolazione.
Per esempio, almeno durante gli ultimi 100 000 anni, porzioni della calotta glaciale che copre gran parte del Nord America, il Ghiacciaio Laurentide, si ruppe in pezzi mandando grandi flottiglie di iceberg nel Nord Atlantico. Quando questi iceberg si fusero fecero cadere i massi e altre rocce continentali che portavano, lasciando strati noti come detriti a zattere di ghiaccio. Questi cosiddetti eventi di Heinrich, che prendono il nome dal loro scopritore Hartmut Heinrich, sembrano avere una periodicità di 7 000–10 000 anni, e avvengono durante i periodi freddi all'interno dell'ultima interglaciale.
Possono essere responsabili degli effetti osservati anche i cicli interni di "abbuffata-purga" ("binge-purge") delle calotte glaciali, in cui il ghiaccio si accumula a livelli instabili, poi una porzione della calotta di ghiaccio crolla. Anche fattori esterni potrebbero giocare un ruolo nel forzare le calotte glaciali. Gli eventi di Dansgaard–Oeschger sono bruschi riscaldamenti dell'emisfero settentrionale che accadono nello spazio forse di 40 anni. Sebbene questi eventi di D–O accadano direttamente dopo ogni evento di Heinrich, essi accadono anche più frequentemente – circa ogni 1 500 anni; da queste prove, i paleoclimatologi suppongono che le stesse forzature possano guidare sia gli eventi di Heinrich che quelli di D–O.
L'asincronia emisferica nel comportamento delle calotte glaciali è stata osservata collegando i picchi di breve termine del metano nei nuclei di ghiaccio della Groenlandia e dell'Antartide. Durante gli eventi di Dansgaard–Oeschger, l'emisfero settentrionale si riscaldò considerevolmente, aumentando drammaticamente il rilascio di metano dalle terre umide, che durante i tempi glaciali erano invece tundre. Questo metano si distribuisce uniformemente nel globo, incorporandosi nel ghiaccio antartico e groenlandese. Con questo legame, i paleoclimatologi sono stati in grado di dire che le calotte glaciali sulla Groenlandia cominciarono a riscaldarsi soltanto dopo che la calotta glaciale antartica si era riscaldata per parecchie migliaia di anni. Perché questo modello avvenga è ancora oggetto di dibattito.

## Effetti del cambiamento climatico sulla dinamica delle calotte glaciali

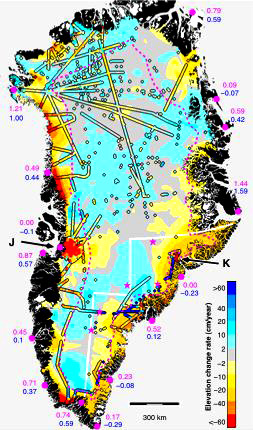
Velocità di assottigliamento delle calotte glaciali in Groenlandia.

Le implicazioni dell'attuale cambiamento climatico sulle calotte glaciali sono difficili da determinare: da un lato, le temperature in crescita stanno dando luogo a volumi ridotti di ghiaccio in tutto il globo, mentre, a causa delle accresciute precipitazioni, la massa della calotta glaciale antartica può essere attualmente in aumento. Il bilancio di massa totale è incerto.
Poiché la natura basata su sollevamenti del moto delle calotte glaciali è una scoperta relativamente recente ed è ancora molto lontana dall'essere completamente compresa, nessun modello ha ancora una valutazione complessiva degli effetti del cambiamento climatico. Tuttavia, è chiaro che il cambiamento climatico agirà per destabilizzare le calotte glaciali mediante numerosi meccanismi.
I livelli crescenti del mare ridurranno la stabilità delle piattaforme glaciali, che hanno un ruolo chiave nel ridurre il moto glaciale. Dati del 2008 indicano che alcune piattaforme glaciali antartiche si stanno assottigliando di decine di metri all'anno, e il crollo della piattaforma Larsen B fu preceduto da un assottigliamento di appena 1 metro all'anno. Inoltre, le temperature dell'oceano cresciute di 1 °C possono condurre fino a 10 metri all'anno di fusione basale. Le piattaforme basali sono sempre stabili con temperature annuali medie di −9 °C, ma mai stabili sopra −5 °C; questo inserisce nel contesto il riscaldamento regionale di 1,5 °C, che precedette il crollo della Larsen B.. Le crescenti temperature globali impiegano circa 10 000 anni per propagarsi direttamente attraverso il ghiaccio prima di influenzare le temperature del letto, ma possono avere un effetto indiretto attraverso l'aumentata fusione superficiale, producendo più laghi supraglaciali, che possono trasmettere acqua calda alle basi glaciali e facilitare il moto glaciale. In aree di accresciute precipitazioni, come l'Antartide, l'aggiunta di massa aumenterà la velocità del moto glaciale, quindi il ricambio nella calotta glaciale. Le osservazioni, benché attualmente limitate come ambito, concordano con queste previsioni su una velocità crescente della perdita di ghiaccio sia dalla Groenlandia che dall'Antartide. Una possibile retroazione positiva può derivare dalla contrazione delle calotte glaciali, almeno in Islanda, vulcanicamente attiva. Il sollevamento isostatico può condurre ad un aumento dell'attività vulcanica, causando il riscaldamento basale – e, attraverso il rilascio di CO2, un ulteriore cambiamento climatico.